# Diane Cilento
Diane Cilento (Brisbane, 5 d'octubre de 1933 - Caims, 6 d'octubre de 2011) va ser una actriu australiana.

## Biografia
Va ser nominada als Tony Awards de Broadway el 1956 com a millor actriu secundària (dramàtica), pel paper d'Helena de Troia en La guerra de Troia de Jean Giraudoux. També va ser nominada per a l'Oscar a la millor actriu secundària pel seu paper en Tom Jones, el 1963.
Va dirigir un teatre a l'aire lliure anomenat Karnak, situat a Mossman, a Queensland, al mig d'un bosc. Per això, ha actuat poc des dels anys 1980.

### Vida familiar
- (1956 - ?) amb Andrea Volpe, de qui es divorcia, després d'haver tingut una filla, Giovanna Volpe
- (6 de desembre 1962 - 6 de setembre 1973), amb Sean Connery, de qui es divorcia després d'haver tingut un fill, Jason Connery (que la converteix en sogra de Mia Sara)
- (1985 - 6 de novembre 2001, data de mort del marit), amb Anthony Shaffer, germà de Peter Shaffer

## Filmografia[4]
- 1951: El capità Horatio Hornblower (Captain Horatio Hornblower R.N.) de Raoul Walsh: veu de Maria Hornblower
- 1952: All Hallowe'en de Michael Gordon: Harriet
- 1952: Wings of Danger de Terence Fisher: Jeannette
- 1952: Moulin Rouge de John Huston
- 1953: Meet Mr. Lucifer d'Anthony Pelissier
- 1954: Passing Stranger de John Arnold: Jill
- 1954: The Angel Who Pawned Her Harp d'Alan Bromly: l'àngel
- 1955: The Woman for Joe: Mary
- 1955: Passatge Home de Roy Ward Baker: Ruth Elton
- 1957: The Passionate Stranger
- 1957: Anna Christie (TV)
- 1957: The Truth About Women: Ambrosine Viney
- 1957: L'illa del paradís (The Admirable Crichton): Tweeny
- 1959: Jet Storm: Angelica Como
- 1961: The Full Treatment: Denise Colby
- 1961: The Nacked edge: Mrs. Heath
- 1962: I Thank a Fool: Liane Dane
- 1963:  Tom Jones: Molly Seagrim
- 1964: The Third Secret de Charles Crichton: Anne Tanner
- 1964: Rattle of a Simple Man: Cyrenne
- 1965: Once Upon a Tractor
- 1965: El turment i l'èxtasi (The Agony and the Ecstasy): Contessina de Medici
- 1967: Hombre: Jessie
- 1967: Dial M for Murder (TV): Margo Wendice
- 1968: Rogues' Gallery (sèrie TV): Lady Sarah Bellasize
- 1968: Negatives: Reingard
- 1972: Z.P.G.: Edna Borden
- 1972: Regrets Eternels: Kate Sinclair
- 1973: The Wicker Man, de Robin Hardy: Miss Rosa
- 1973: Hitler: The Last Ten Days: Hanna Reitsch
- 1973: Spell of Evil (TV): Clara
- 1978: Tycoon (sèrie TV): Diana Clark
- 1980: Big Toys (TV): Mag
- 1982: Duet for Forn: Margot Mason
- 1983: For the Term of His Natural Life (TV)
- 1984: The Boy Who Had Everything: mare
- 1994: Halfway Across the Galaxy and Turn Left" (sèrie TV): Authoritax